# Tetramorium transversarium
Tetramorium transversarium är en myrart som beskrevs av Julius Roger 1863. Tetramorium transversarium ingår i släktet Tetramorium och familjen myror. Inga underarter finns listade i Catalogue of Life.